# Кочур (річка)
Кочур — річка в Україні, у Києво-Святошинському районі Київської області. Ліва притока Ірпеня (басейн Дніпра).

## Опис
Річка формується з кількох безіменних струмків та щонайменше 10 водойм.

## Розташування
Чотири головні річища, що утворюють річку, витікають з сіл Личанка, Шпитьки, Петрушки та з полів біля с. Мрія. На її річищах розташовані ставки-озера: Кадан, Рибальська стрілка, Трофейне (Личанка), Гоковар, Любительський, Чорне (Петрушки), Панське-1, Панське-2, Панське-3 (Шпитьки), Кошара, Михайлина (Горбовичі) та ін.
Річка Кочур впадає у річку Ірпінь, праву притоку Дніпра в однойменному урочищі Кочур біля с. Лука, де знаходилося літописне с. Кучари, що вперше згадується в 1150 р.